# Dekanat Lahr
Das Dekanat Lahr ist eines von 26 Dekanaten in der römisch-katholischen Diözese Freiburg.

## Geschichte
Mit der Reform zum 1. Januar 2008 wurde das Dekanat in der Erzdiözese Freiburg errichtet. Sitz des Dekanats Lahr ist Lahr/Schwarzwald. Das Dekanat bildet zusammen mit den Dekanaten Acher-Renchtal und Offenburg-Kinzigtal die Region Ortenau des Erzbistums Freiburg.
Von ursprünglich acht Seelsorgeeinheiten im Dekanat Lahr verringerte sich deren Anzahl durch Zusammenlegungen bis zum 1. Januar 2015 auf fünf.

## Gliederung
Das Dekanat Lahr gliedert sich in die folgenden fünf Seelsorgeeinheiten:
| Seelsorgeeinheiten          | zugehörige Pfarreien und Filialen |
| --------------------------- | --- |
| SE An der Schutter          | Heilig Geist (Lahr), St. Peter und Paul (Lahr), Sancta Maria (Lahr), Mariä Heimsuchung (Kuhbach), St. Stephan (Reichenbach), St. Nikolaus (Seelbach), St. Antonius (Schuttertal), St. Johannes (Dörlinbach), St. Romanus (Schweighausen) |
| SE Ettenheim                | St. Nikolaus (Altdorf), St. Bartholomäus (Ettenheim), Wallfahrts- und Pfarrkirche St. Landelin (Ettenheimmünster), St. Marien (Ettenheimweiler), Heilig-Kreuz (Münchweier), St. Arbogast (Wallburg) Weitere Kirchen und Kapellen: Spitalkirche St. Barbara (Ettenheim), Heimschulkapelle St. Landolin (Ettenheim), Kapelle im Klinikum Ettenheim (Ettenheim) |
| SE Friesenheim              | St. Laurentius (Friesenheim), Herz Jesu (Heiligenzell), St. Laurentius (Meißenheim-Kürzell), St. Leodegar (Oberschopfheim), St. Michael (Oberweier) und Klosterkirche Mariä Himmelfahrt (Schuttern) |
| SE Maria Frieden Kippenheim | St. Mauritius (Kippenheim), Zum Altarsakrament (Ottenheim), St. Peter und Paul (Sulz), St. Leopold (Mahlberg) Weitere Kirchen und Kapellen: Wallfahrtskirche Maria Frieden (Kippenheim) |
| SE Rust                     | St. Cyprian und Justina (Kappel), St. Johannes Baptist (Ringsheim), Petri Ketten (Rust), St. Jakobus (Grafenhausen) |